# Lennart Weiss
Lennart Paul Robert Weiss, född 28 september 1958 i Staffans församling i Gävle, är socialdemokratisk debattör och bostadspolitisk expert, anställd av fastighetsbolaget Veidekke.

## Biografi
Weiss är uppvuxen i Gävle. Som femtonåring gick han med i SSU och som sjuttonåring blev han invald i kommunfullmäktige i Gävle kommun. År 1984 blev han invald i SSU:s verkställande utskott. Åren 1988–1990 arbetade Weiss på civildepartementet under Bengt K.Å. Johansson.
Efter att ha arbetat på HSB startade Weiss eget bolag, genom vilket han senare hamnade på Veidekke Bostad. Efter några år som försäljningschef blev han VD för NAI Svefa (Svensk fastighetsvärdering). 2012 återvände Weiss till Veidekke i en ny roll, som kommersiell direktör för den svenska koncernen.
Weiss deltar ofta i samhällsdebatten och blev framröstad som branschens val till bostadsminister två gånger under 2016. I februari 2017 fick Lennart Weiss i uppdrag av Socialdemokraterna att leda en bostadspolitisk expertgrupp och utreda förutsättningarna för en ny social bostadspolitik. 
Lennart Weiss är gift med Annika Billström, före detta finansborgarråd.